# Lilla Kaukasus
Lilla Kaukasus är den delen av bergskedjan Kaukasus som löper i öst-västlig riktning söder om låglandet utefter floderna Rioni och Kura. Högsta bergstopp är berget Aragats i Armenien, 4 090 meter över havet.
Bergskedjan utgör i stora delar gräns mellan Turkiet och Iran i söder och Georgien i norr. Azerbajdzjan har områden både norr och söder (Nachitjevan) om Lilla Kaukasus, medan dagens Armenien till största delen genomkorsas av bergsskedjan. Lilla Kaukasus gränsar i väster till Pontiska bergen i Turkiet och övergår i sydväst och söder i det Armeniska höglandet (Västarmenien, inklusive Ararat) och det iranska höglandet.
Till området hör också det av Armenien ockuperade området Nagorno-Karabach.